# Карамельное ракетное топливо

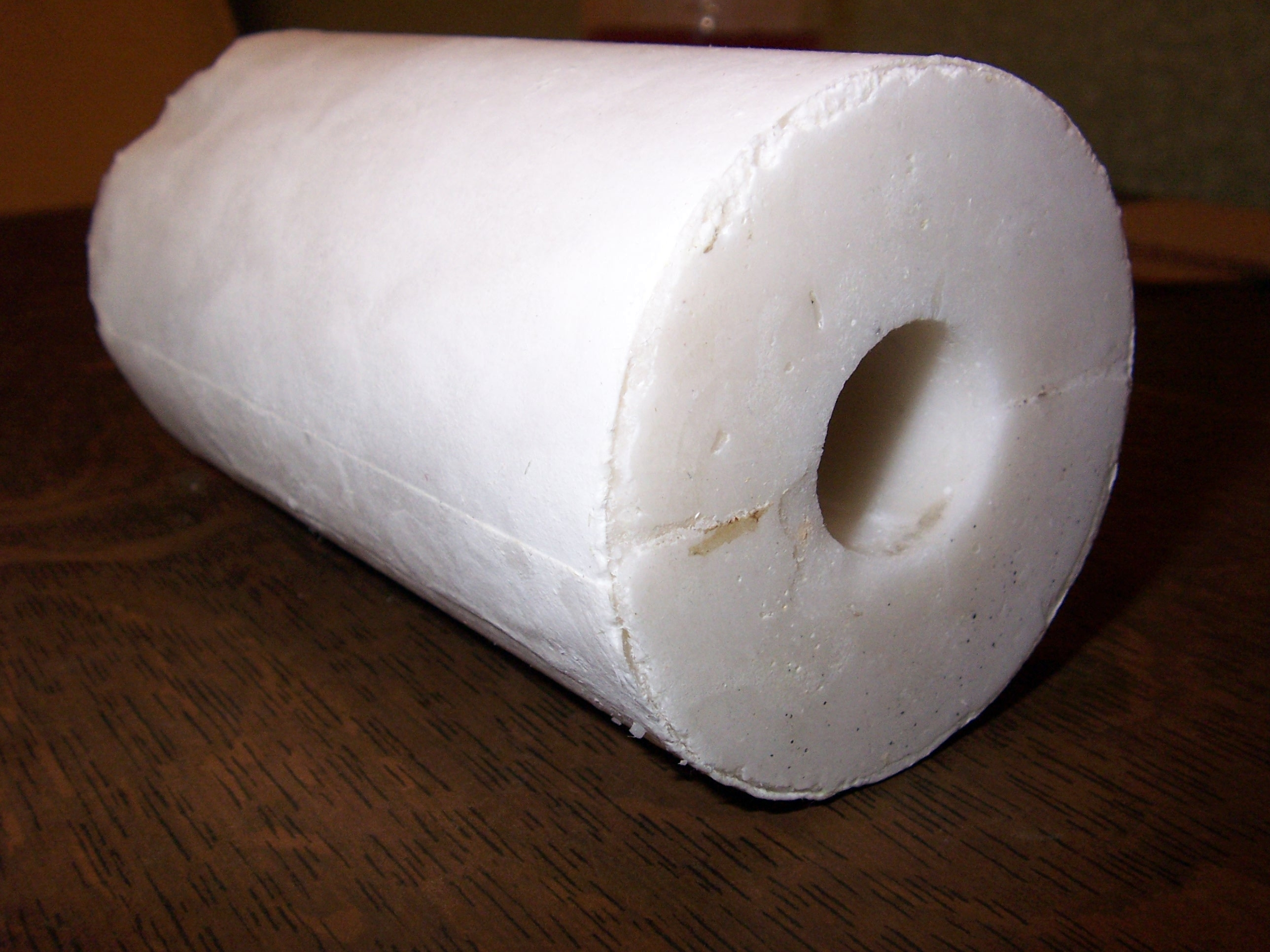
Готовая шашка из стандартной сорбитовой карамели без бронировки. Для профиля тяги, близкого к нейтральному, следует забронировать наружную поверхность. У небронированных шашек предпочтительны другие пропорции

Караме́льное то́пливо — твёрдое ракетное топливо, относящееся к смесевым топливам с органической связкой. Названо так из-за внешнего вида и использования в его составе калийной селитры (KNO3) в качестве окислителя и сахара, иногда сорбита в качестве восстановителя.
В англоязычных источниках карамельное топливо называют «Rocket Candy» (дословно — ракетная конфета).
Широко применяется в импровизированных реактивных снарядах и любительских ракетах из-за доступности компонентов и достаточной эффективности.

## История
Пионером использования карамельного топлива считают Билла Колбёрна, использовавшего его впервые в 1948 году, а широкую известность в США это топливо приобрело с выходом в 1960 году книги Бертрана Бринли «Rocket Manual for Amateurs».

## Состав и свойства

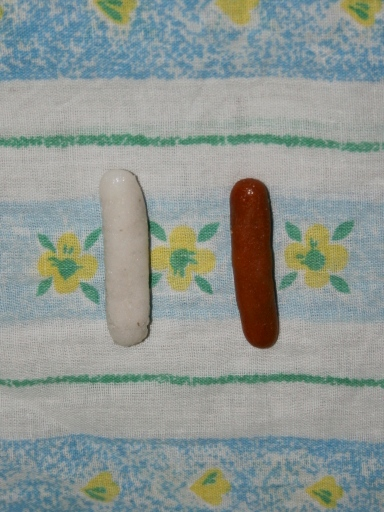
Образцы свежеприготовленного топлива, слева — базовый состав, справа — с добавлением 1 % оксида железа (III)

Базовый, наиболее изученный и часто используемый состав — 65 % КNО3 и 35 % сорбита по массе. Такой состав близок к оптимуму по достижимому удельному импульсу при небольших степенях расширения, характерных для модельных ракет РДТТ. Небольшой показатель степени зависимости скорости горения от давления в уравнении скорости горения позволяет применять топливо пригодным для работы в широком диапазоне давлений, и поэтому подходящим для кустарно изготавливаемых РДТТ с существенным разбросом геометрических характеристик.
Готовое топливо состоит из твёрдого раствора селитры в сорбите или сахаре и взвешенных в нём мелкодисперсных кристаллов нерастворившейся селитры. Температура плавления смеси значительно ниже, чем исходных компонентов. Растворимость селитры в сорбите в твёрдом виде гораздо меньше, чем в расплаве, поэтому у топлива после отливки и остывания прочность увеличивается постепенно, так как происходит выпадение кристаллов из твёрдого раствора, при этом процессе выделяется немного тепла. Поэтому крупные шашки остаются мягкими после отливки более суток.
Энергетические характеристики данного состава очень умеренные. Теоретический удельный импульс карамельного топлива с нитратом калия в качестве окислителя — 153 с, а практически достижимый не превышает 125 с. Это намного меньше, чем у дешёвых баллиститных топлив на основе нитроцеллюлозы и нитроглицерина (около 200 с), поэтому в профессиональных ракетных двигателях этот состав не используется. Однако по величине удельного импульса карамельное топливо существенно превосходит традиционно применяемый дымный порох, к тому же, изготовление карамельного топлива не требует специального оборудования необходимого для производства дымного пороха, поэтому популярно у изготовителей модельных ракетных двигателей, как кустарных, так и серийных коммерческих.
При замене в составе топлива сорбита на сахарозу скорость горения возрастает значительно, на 40 % при атмосферном давлении, но другие свойства топлива (плотность, удельный импульс, показатель степени в законе скорости горения и т. д.) почти не меняются.

## Недостатки
Несмотря на относительную безопасность по сравнению с другими составами, карамельное топливо требует таких же мер предосторожности при использовании, как и любое другое ракетное топливо, так как является огнеопасным веществом.
Главные недостатки этого топлива — гигроскопичность и большое количество твёрдой фазы в продуктах горения. Другой недостаток — хрупкость этого топлива, что сужает выбор конструкций топливных шашек РДТТ с его использованием. Также недостатком является значительная усадка (уменьшение объёма) при затвердевании, что может вызвать искажение формы шашки или отслоение бронирующего покрытия.

## Токсичность и безопасность
Исходно топливо малотоксично, но продукты его горения могут раздражать слизистые оболочки и органы дыхания, так как карбонат калия, выделяющийся при горении в сильно диспергированной форме, является щёлочью и может вызвать химический ожог кожи даже в холодном виде.
Температура горения базового состава примерно 1400 °С, этого достаточно для снижения прочности и последующего взрыва стального корпуса РДТТ, если не применена теплоизоляция.